# Имперско абатство
Имперското абатство (на немски: Reichsabteien) е католически манастир в състава на Свещената Римска империя, подчинен по светските въпроси непосредствено на императора и притежаващ териториален суверенитет по отношение на принадлежащите му земи. Имперските абатства имат статус на имперски съсловия и притежават множество права и привилегии, обезпечаващи функционирането им като самостоятелни църковни княжества. Имперските абатства се ръководят от (имперски прелати; на немски: Reichsprelaten) които имат право да участват в райхстага на Свещената Римска империя, образувайки две колегии в състава на духовната курия на Съвета на имперските князе.

## Статус и място в Райхстага
Имперските абатства се оглавяват от имперски абат (на немски: Reichsabt) или абатиса (на немски: Reichsäbtissin). Към това съсловие принадлежат и имперските приори (на немски: Reichspropst) - глави на по-малките манастири, които нямат статут на самостоятелни абатства. Абатите и приорите на най-големите и влиятелни манастири (Фулда, Кемптен, Корвей и др.) носят титлата княз-абат или княз-приор, по своето положение са близки до князете-епископи и имат право на отделен глас в Съвета на имперските князе. Останалите имперски абати и приори в процеса на работа на Райхстага са обединени в две групи: Швабска колегия на имперските прелати и Рейнска колегия на имперските прелати, всяка от които има един глас в Съвета на имперските князе. До 1575 г. делението на колегии не съществува и имперските прелати, които нямат титлата княз, имат само един колективен глас в Съвета.
Имперските абатства притежават неголеми територии и представляват малки държавни образувания в състава на империята. Територията на някои абатства (Нидермюнстер в Регенсбург, Ротенмюнстер в Ротвайл) се ограничава само до манастирските комплекси и земята под тях, което не им пречи наравно с относително големите имперски княжества да вземат участие в управлението на империята посредством правото си на глас в Райхстага. Имперските абатства притежават редица права, в това число съдебен и териториален суверенитет, като по светските въпроси не били подчинени на никакви светски власти освен на императора на Свещената Римска империя.

## История
По-голямата част от имперските абатства се намират в югозападната част на Свещената Римска империя – на територията на съвременните Баден-Вюртемберг, Елзас и Швейцария. Тези райони през ранното Средновековие влизат в състава на Херцогство Швабия. След като херцогството престава да съществува в края на XIII век Швабия преминава под управлението на императорите, които дават статут на имперски абатства на местните манастирски общности. Голяма част от имперските манастири са секуларизирани в периода на Реформацията или медиатизирани през ХVІ-XVII век от по-големите светски княжества. С провъзгласяването на независимостта на Швейцария през 1648 г. манастирите на нейна територията, губят статута си на имперски. През втората половина на XVII век Франция анексира Елзас и Лотарингия, с което ликвидира самостоятелността на имперските абатства в тези региони. Освен това абатствата Фулда и Корвей през XVIII век са преобразувани в епископства. В резултат на тези процеси, в края на XVIII век статут на имперски абатства имат само 45 манастира. През 1803 г. всички имперски абатства са секуларизирани и губят своята независимост и суверенитет.